# ثيدا سكوكبول
ثيدا سكوكبول (بالإنجليزية: Theda Skocpol)‏ (ولدت في 4 مايو عام 1947) هي عالمة اجتماع وسياسة أمريكية، وتشغل حاليًا منصب أستاذية فيكتور س. توماس في مجال الإدارة الحكومية وعلم الاجتماع في جامعة هارفارد. شخصية مؤثرة في كِلا التخصصين، تُعرف سكوكبول جيدًا كمناصرة للمقاربة المؤسساتية التاريخية والمنهج الُمُقارَن، بالإضافة إلى «نظرية الاستقلال الذاتي للدولة» خاصتها. كتبت بشكل واسع للقرّاء الأكاديميين والعاديين.
في علم الاجتماع التاريخي، ارتبطت أعمال سكوكبول وآراؤها بالمدرسة البنيوية. كمثال، تقول إنه يمكن شرح الثورات الاجتماعية على أفضل وجه بالنظر إلى ارتباطهم ببُنى معينة من المجتمعات الزراعية ودولة كل منها. مقاربة كهذه تختلف كثيرًا عن البُنى الأكثر «سلوكية»، التي تميل إلى التشديد على دور «المد الثوري» و«النفسية (السيكولوجية) الثورية» و/أو «الوعي الثوري»، كعوامل حاسمة في العملية الثورية.
وفقًا لملفها الشخصي على موقع قسم علم الاجتماع في جامعة هارفارد، تركز أجندة بحثها الحالي على «سياسية الولايات المتحدة الاجتماعية والانخراط المدني في الديمقراطية الأمريكية، من ضمنها التغيرات الحاصلة من ستينيات القرن العشرين». أطلقت مؤخرًا مشروعات حول تطوير التعليم العالي في الولايات المتحدة والتحولات في السياسات الفدرالية للولايات المتحدة في عهد أوباما.

## أعمالها المهمة ومساهماتها

### الدول والثورات الاجتماعية (1979)
يناقش أشهر كتب الدكتورة سكوكبول، الدول والثورات الاجتماعية: تحليل مُقارن للثورات الاجتماعية في روسيا وفرنسا والصين (1979)، كيف أن مُعظم النظريات تمثل فقط الفعل المباشر في إحداث الثورات. الثورات الاجتماعية عبارة عن عمليات تحول تأسيسية سريعة لحالة المجتمع والبُنى الطبقية. تشمل سكوكبول البنية التي تخلق حالة ثورية تقود إلى ثورة اجتماعية- ثورة تغير المؤسسات المدنية والحكومية فور انهيار الأجهزة الإدارية والعسكرية.
في كتابها، «تقدم سكوكبول إطارًا مرجعيًا لتحليل التحولات الثورية الاجتماعية في تاريخ العالم الحديث» وتناقش وتقارن أسباب «الثورة الفرنسية» لعام 1787 – 1800، و«الثورة الروسية» لعام 1917 – 1921، و«الثورة الصينية» لعام 1911- 1949.
وفقًا لسكوكبول، هناك مرحلتين للثورات الاجتماعية: أزمة الدولة وظهور طبقة مهيمنة تستغل الحالة الثورية. تظهر أزمة الدولة بسبب الاقتصاد المتردي والكوارث الطبيعية ونقص الموارد الغذائية، أو من وضع أمني قلق. على قادة الثورة مواجهة هذه الضغوطات، وكيفية معالجتهم لها سيؤثر على كيفية إعادة بناء الدولة.
تستخدم سكوكبول نظرية الصراع الطبقي لماركس لتؤكد أن الأسباب الرئيسية للاضطراب الاجتماعي هي البُنى الاجتماعية للدولة والضغوط التنافسية العالمية والهيمنات الدولية والعلاقات الطبقية. يشير النقاد إلى أن سكوكبول تتجاهل دور الأفراد والأيديولوجية وتستخدم استراتيجيات منهجية مقارنة.

### نظرية الاستقلال الذاتي الدولة
قبل أن تكتب كتاب حماية الجنود والأمهات، وضعت سكوكبول أولًا ما سمته نظرية الاستقلال الذاتي للدولة. أكدت هذه النظرية على فكرة أنه يمكن أن تملك الأجهزة البيروقراطية للدولة القدرة على عمليات الحكم الذاتي، وأن العلماء الذين تجاهلوا هذه القدرة كانوا مركزين على الدراسات المتمحورة حول المجتمع. تأخذ سكوكبول بعين الاعتبار فكرة أن الأحزاب أكثر أهمية من الحكومة في أميركا، وأن هيمنة الطبقة تلعب دورًا كبيرًا في السياسات الأمريكية.

### حماية الجنود والأمهات (1992)
في هذا الكتاب، تعتبر سكوكبول أن الفوائد المتزايدة للمحاربين القدامى في الحرب الأهلية ناشئة من سياسات الأحزاب المتنافسة، بالإضافة إلى إجراءات أكبر اتُخذت في الحركات النسائية. استفاد الجنود والأمهات من الإنفاق الاجتماعي وأنظمة العمل والتثقيف الصحي من خلال الجمعيات النسائية التصحيحية الموجودة عبر البلاد. وفي الوقت نفسه، تدحض سكوكبول ادعائها بأن المنظرين قد تجاهلوا القوة الاستقلالية للدول في نظريتها الاستقلال الذاتي للدولة، شارحة «لقد تطور إطاري المرجعي النظري لأولوية الدولة إلى منهج أولوية الكيان السياسي بشكل كامل، بمعنى أنه يجب إعطاء الحركات الاجتماعية والجماعات ذات النفوذ حقهم في فهم السلطة في أميركا».
تشرح د.سكوكبول كيف تملأ الجمعيات والمؤسسات الفراغ الذي تتركه بعض الأجهزة البيروقراطية والكنيسة الرسمية للدولة في جميع أنحاء البلد، مقدمة دراسة معمقة في كيفية نجاح النساء في كسب حقوق العمل والمعاشات التقاعدية والحد الأدنى للأجور ودعمت عيادات الرعاية الصحية الخاصة بالولادة. أكثر من ذلك، أشارت سكوكبول إلى أن النساء تمكنوا من التغلب على الفارق الطبقي للحصول على هذه الأهداف، بالعمل على مستوى عالمي، وبالتأثير على النواب عن طريق الكتب والتلفاز والمجلات والاجتماعات.

### تضاؤل الديمقراطية (2003)
يناقش كتاب تضاؤل الديمقراطية التغيرات الحاصلة في الانخراط الشعبي في الولايات المتحدة وهبوطه المقلق الأخير. تتحدث سكوكبول حول كيفية عكس هذا التراجع من خلال شرح كيف أصبحت الولايات المتحدة أمة مدنية، وعن منظمي تلك الحركة، وإدارة المنظمات المدنية والتغيرات الحاصلة فيها، والتأثيرات المؤذية لهذا التراجع في الحياة العامة، وكيف يمكن إعادة خلق حس المواطنة.
بتناقص انضمام الأمريكيين إلى الجمعيات التطوعية النشيطة، كان هنالك انتشار للجمعيات غير الربحية التي تقودها النخبة ممن يقدرون على التواصل مع الحكومة، لكن ليس مع الشعب. 
تستفز د. سكوكبول القارئ بفكرة أن الانخراط المدني سيصبح يومًا ما عملًا لا مسؤولية مدنية.

### الشبكة الإستراتيجية للباحثين
في عام 2009، ابتكرت سكوكبول الشبكة الإستراتيجية للباحثين وكانت عضوًا مؤسسًا لها، وهي منظمة من الأكاديميين والباحثين الذين ينسقون فيما بينهم لمعالجة المشكلات العامة، ويزيدون من إمكانية الوصول إلى اكتشافاتهم من قِبل أشخاص من خارج المجال الأكاديمي. اعتبارًا من عام 2018، تعمل كمديرة للشبكة.

## روابط خارجية
- ثيدا سكوكبول على موقع IMDb (الإنجليزية)
- ثيدا سكوكبول على موقع الموسوعة البريطانية (الإنجليزية)
- ثيدا سكوكبول على موقع إن إن دي بي (الإنجليزية)